# Cochleoceps spatula
Cochleoceps spatula är en fiskart som först beskrevs av Günther, 1861.  Cochleoceps spatula ingår i släktet Cochleoceps och familjen dubbelsugarfiskar. Inga underarter finns listade i Catalogue of Life.